# 谢克东
谢克东（1911年—2001年1月11日），原名谢克，男，上海金山人，中华人民共和国地方干部。
1932年，谢克东参加革命。1933年，加入中国共产党。抗日战争爆发前后，谢克东按组织指示，赴西安，在东北军学兵队、东北军清训班军官差遣队、东北军67军从事党的地下工作，先后担任中共总支书记、特支书记等职务。1939年7月至1943年1月，调任中共东南局党训班研究组组长、支部书记、苏中区党委党训班主任、如皋（东）县委书记兼新四军如东警卫团政治委员。在苏中第一地委工作时，泰兴人谢克与他同名。据说根据姬鹏飞提议，原来在东边工作的谢克改名谢克东，在西边工作的谢克改名谢克西。1943年2月至1945年10月，任苏中四地委秘工部部长、敌占区工作部部长、城工部部长。
中华人民共和国建立后，谢克东历任中共江苏省委纪委副书记兼省政府监委第一副主任、省委组织部副部长、南通市委书记兼南通地委第一书记、江苏省人大常委会副主任等职。2001年1月逝世。